# Þórarinn Ingi Valdimarsson
Þórarinn Ingi Valdimarsson (Vestmannaeyjar, 23 april 1990) is een IJslands voetballer die bij voorkeur als linksbuiten speelt. Sinds 2015 speelt hij voor Hafnarfjörður. Van 2007 tot en met 2014 speelde hij voor ÍB Vestmannaeyja, dat hem in 2013 en 2014 verhuurde aan de Noorse club Sarpsborg 08 FF.

## Carrière
Þórarinn Ingi Valdimarsson maakte in 2007 zijn debuut voor ÍB Vestmannaeyja (ÍBV) in de 1. deild karla, de een na hoogste divisie in IJsland.
In 2008 scoorde Þórarinn twee keer in negentien wedstrijden in het seizoen dat ÍBV kampioen werd en promoveerde naar de Úrvalsdeild. In dat seizoen werd hij verkozen tot talent van het jaar. In dat jaar speelde hij vijf interlands voor IJsland onder 19. Daarnaast liep hij in januari 2009 één maand stage in België bij KV Mechelen.
Þórarinn scoorde één keer in negentien wedstrijden in het seizoen 2009, de terugkeer van ÍBV op het hoogste niveau in IJsland, na vijf jaar afwezigheid. Het volgende seizoen scoorde hij vijf keer in 21 wedstrijden in een seizoen dat ÍBV als derde af zou sluiten. Op 5 december 2010 tekende hij een vernieuwd, 3-jarig contract bij ÍBV. Later werd hij geselecteerd voor IJslands nationale zaalvoetbalteam.
Þórarinn speelde 21 wedstrijden en scoorde vijf maal in 2011, het seizoen waarin ÍBV wederom als derde zou eindigen. Hij speelde ook vijf wedstrijden in IJslandse bekercompetitie, en scoorde één keer. Aan het eind van het seizoen werd hij door de spelers verkozen tot "Jonge Speler van het Jaar" in de Úrvalsdeild. In hetzelfde jaar speelde hij drie wedstrijden voor IJsland onder 21 en werd voor het eerst opgeroepen voor het eerste elftal aan het eind van het jaar, in een team dat enkel bestond uit spelers in Scandinavische competities. In november 2011 liep hij stage bij de Engelse clubs Crewe Alexandra en Portsmouth.
In januari 2012 kreeg hij een stage aangeboden bij het Deense team Silkeborg IF. In februari maakte hij zijn debuut voor het IJslandse nationale elftal in de vriendschappelijke wedstrijd tegen Japan.
| Interlands van Þórarinn Ingi Valdimarsson voor IJsland | Interlands van Þórarinn Ingi Valdimarsson voor IJsland | Interlands van Þórarinn Ingi Valdimarsson voor IJsland | Interlands van Þórarinn Ingi Valdimarsson voor IJsland | Interlands van Þórarinn Ingi Valdimarsson voor IJsland | Interlands van Þórarinn Ingi Valdimarsson voor IJsland |
| №                                                      | Datum                                                  | Wedstrijd                                              | Uitslag                                                | Soort wedstrijd                                        | Doelpunten                                             |
| Als speler bij ÍB Vestmannaeyja                        | Als speler bij ÍB Vestmannaeyja                        | Als speler bij ÍB Vestmannaeyja                        | Als speler bij ÍB Vestmannaeyja                        | Als speler bij ÍB Vestmannaeyja                        | Als speler bij ÍB Vestmannaeyja                        |
| ------------------------------------------------------ | ------------------------------------------------------ | ------------------------------------------------------ | ------------------------------------------------------ | ------------------------------------------------------ | ------------------------------------------------------ |
| 1.                                                     | 24 februari 2012                                       | Japan – IJsland                                        | 3 – 1                                                  | Vriendschappelijk                                      | 0                                                      |
| Als speler bij FH Hafnarfjörður                        |                                                        |                                                        |                                                        |                                                        |                                                        |
| 2.                                                     | 16 januari 2015                                        | Canada – IJsland                                       | 1 – 2                                                  | Vriendschappelijk                                      | 0                                                      |
| 3.                                                     | 19 januari 2015                                        | Canada – IJsland                                       | 1 – 1                                                  | Vriendschappelijk                                      | 0                                                      |

## Statistieken
| Seizoen         | Club             |                    | Competitie      | Competitie | Competitie | Beker | Beker | Internationaal | Internationaal | Totaal | Totaal |
| Seizoen         | Club             | Wed.               | Competitie      | Dlp.       | Wed.       | Dlp.  | Wed.  | Dlp.           | Wed.           | Dlp.   |        |
| --------------- | ---------------- | ------------------ | --------------- | ---------- | ---------- | ----- | ----- | -------------- | -------------- | ------ | ------ |
| 2007            | ÍB Vestmannaeyja | Vlag van IJsland   | 1. deild karla  | 12         | 0          | 2     | 0     | –              | –              | 14     | 0      |
| 2008            | ÍB Vestmannaeyja | Vlag van IJsland   | 1. deild karla  | 19         | 2          | 3     | 0     | –              | –              | 22     | 2      |
| 2009            | ÍB Vestmannaeyja | Vlag van IJsland   | Úrvalsdeild     | 19         | 1          | 2     | 0     | –              | –              | 21     | 1      |
| 2010            | ÍB Vestmannaeyja | Vlag van IJsland   | Úrvalsdeild     | 21         | 5          | 1     | 0     | –              | –              | 22     | 5      |
| 2011            | ÍB Vestmannaeyja | Vlag van IJsland   | Úrvalsdeild     | 21         | 5          | 4     | 1     | –              | –              | 25     | 6      |
| 2012            | ÍB Vestmannaeyja | Vlag van IJsland   | Úrvalsdeild     | 17         | 5          | 3     | 1     | 2              | 0              | 22     | 6      |
| 2013            | Sarpsborg 08 FF  | Vlag van Noorwegen | Tippeligaen     | 28         | 2          | 1     | 0     | 2              | 0              | 31     | 2      |
| 2014            | Sarpsborg 08 FF  | Vlag van Noorwegen | Tippeligaen     | 13         | 0          | 3     | 1     | –              | –              | 16     | 1      |
| Club totaal     | Club totaal      | Club totaal        | Club totaal     | 41         | 2          | 4     | 1     | 2              | 0              | 47     | 3      |
| 2014            | ÍB Vestmannaeyja | Vlag van IJsland   | Úrvalsdeild     | 8          | 0          | 1     | 0     | –              | –              | 9      | 0      |
| Club totaal     | Club totaal      | Club totaal        | Club totaal     | 117        | 13         | 16    | 2     | 2              | 0              | 135    | 15     |
| 2015            | FH Hafnarfjörður | Vlag van IJsland   | Úrvalsdeild     | 3          | 0          | 3     | 0     | –              | –              | 6      | 0      |
| Club totaal     | Club totaal      | Club totaal        | Club totaal     | 3          | 0          | 3     | 0     | –              | –              | 6      | 0      |
| Carrière totaal | Carrière totaal  | Carrière totaal    | Carrière totaal | 161        | 15         | 23    | 3     | 4              | 0              | 188    | 18     |

Bijgewerkt t/m 7 juni 2015

## Erelijst

### MetÍB Vestmannaeyja
| Competitie              | Winnaar | Winnaar | Runner-up | Runner-up |
| Competitie              | Aantal  | Jaren   | Aantal    | Jaren     |
| ----------------------- | ------- | ------- | --------- | --------- |
| Nationaal               |         |         |           |           |
| Kampioen 1. deild karla | 1x      | 2008    |           |           |